# Rysy
De Rysy is een berg in de Hoge Tatra. De hoogste van de drie toppen (2503 m) ligt op Slowaaks grondgebied. De noordwestelijke top (2499 m) is het hoogste punt van Polen.
Aan de voet van de berg ligt aan de Poolse kant in een keteldal het grootste gletsjermeer van de Hoge Tatra, Morskie Oko. Van de naam van dit meer, die zeeoog betekent, is ook de traditionele Duitse naam van de Rysy afgeleid: Meeraugspitze.
De eerste beklimming van de Rysy vond in 1840 plaats en staat op naam van Ede Blásy.